# Łew Szeparowycz
Łew Szeparowycz (ur. 1887 w Kołodziejówce, zm. 1941 w Krakowie) – oficer Ukraińskiej Armii Halickiej, ukraiński działacz społeczny.
Wykształcenie wyższe (inżynier elektryk) zdobył na studiach w Karlsruhe. W czasie I wojny światowej służył w cesarskiej i królewskiej Armii w stopniu kapitana. 
1 listopada 1918 we Lwowie zajął pocztę główną i centralę telefoniczną, skąd wysłał w świat wiadomość o powstaniu ZURL. Później był komendantem szkoły oficerskiej UHA, dowódcą łączności w Kwaterze Głównej UHA, następnie dowódcą kurenia technicznego CzUHA w Bałcie. W kwietniu 1920 przyłączył się z oddziałem do Armii Czynnej URL.
W latach 1924–1929 był przewodniczącym Karpackiego Klubu Narciarskiego.
Do 1939 był przedstawicielem na Galicję firmy Siemens-Schuckert. Po agresji ZSRR na Polskę i okupacji Lwowa przez Armię Czerwoną przedostał się na teren Generalnego Gubernatorstwa, do Krakowa, gdzie zmarł.
Jego żoną była Ołena Szeparowycz. Brat Romana, Jurija i Julijana Szeparowyczów.